# Hysteropezizella typhae
Hysteropezizella typhae är en svampart som tillhör divisionen sporsäcksvampar, och som först beskrevs av Hans Sydow, och fick sitt nu gällande namn av John Axel Nannfeldt. Hysteropezizella typhae ingår i släktet Hysteropezizella, och familjen Dermateaceae. Arten är reproducerande i Sverige.